# Xavier (wrestler)
John Jirus (Queens, 28 dicembre 1977 – 16 agosto 2020) è stato un wrestler statunitense, meglio conosciuto per le sue apparizioni nella Ring of Honor tra il 2002 e il 2004 con il nome di Xavier.
In carriera è stato ROH Champion.

## Carriera nel wrestling
Jirus è stato allenato da Tony DeVito prima di debuttare nel 1997. Ha combattuto per diverse compagnie indipendenti di New York, adottando il ring name "Xavier", prima di firmare per la Ring of Honor nel 2002.

### Ring of Honor (2002-2004, 2006-2007)
Xavier è apparso nel primo evento ROH di sempre, The Era of Honor Begins, il 23 febbraio 2002, sconfiggendo Scoot Andrews. Nei mesi seguenti, iniziò una faida con Andrews e James Maritato. Prese parte al torneo Road to the Title, per diventare primo contendente per il ROH Championship, ma fu eliminato nel primo round da Amazing Red. Dopo aver sconfitto Andrews in diverse occasioni, Xavier richiese e ottenne, una shot per il ROH Championship. Affrontò il campione, Low Ki, il 21 settembre 2002, e lo sconfisse grazie a diverse scorrettezze e alle interferenze di Christopher Daniels. Dopo la vittoria, Xavier si unì alla stable heel di Daniels, The Prophecy. Con l'aiuto della Prophecy, Xavier difese con successo il suo titolo contro Jay Briscoe, AJ Styles e, in due occasioni, contro Paul London, prima di perdere il titolo contro Samoa Joe a Night of Champions, il 22 marzo 2003.
Dopo la sconfitta, Xavier si assentò per diversi mesi. Ritornò nello show ROH Death Before Dishonor il 19 luglio 2003 e successivamente voltò le spalle alla Prophecy. Perse contro il suo ex-compagno, Christopher Daniels, in un match per il number one contender il 16 agosto, nello show Bitter Friends, Stiffer Enemies. Per il resto dell'anno, Xavier prese parte al torneo Field of Honor, perdendo contro Matt Stryker nelle semi-finali. Quest'ultima faida culminò in un "fight without honor" a Final Battle 2003 il 27 dicembre, e fu vinto da Walters.
Nel 2004, Xavier si unì con The Embassy, una stable heel guidata da Prince Nana. Rimase nella stable fino all'aprile 2004, quando gli fu diagnosticato un infortunio alla spalla, che lo tenne fuori per sei mesi. Fu ricoverato per l'infortunio nel dicembre 2004 e ritornò nel circuito indipendente.
Xavier ritornò nella ROH l'11 febbraio 2006, affrontando Bryan Danielson per il ROH World Championship, dopo che il membro dell'Embassy Alex Shelley non fu in grado di partecipare all'evento a causa delle condizioni meteorologiche. Perse per squalifica contro Danielson a causa dell'interferenza di Jimmy Rave, un altro membro dell'Embassy. Il 16 febbraio 2007 Xavier ritornò nella ROH per sostituire l'infortunato Davey Richards in un "four-way fray" match, che coinvolgeva anche SHINGO, Jack Evans e Jimmy Jacobs. Fu eliminato per primo.

### Circuito indipendente
Xavier ha combattuto per numerose promotions indipendenti durante la sua carriera, incluse USA Pro Wrestling, UXW, Pro-Pain Pro Wrestling, East Coast Wrestling Association, MXW, Jersey All Pro Wrestling, New York Wrestling Connection, Northeast Wrestling, e Chaotic Wrestling.
Xavier apparì nella WWE per la prima volta il 18 gennaio 2003, perdendo contro Chuck Palumbo nell'episodio di WWE Velocity. Fece altre apparizioni a Velocity l'8 marzo e il 28 giugno dello stesso anno, perdendo rispettivamente contro Bill DeMott e Spanky. Nei due anni successivi, Xavier fece diverse apparizioni con la WWE in segmenti extra-ring. Il 31 dicembre 2005, nell'episodio di Velocity, perse contro Paul Burchill in un match che lo vedeva usare il ring name "John Xavier". L'11 marzo 2007, Xavier fece coppia con Scotty Charisma contro Eugene e Jim Duggan. Il 26 luglio 2010, Jirus fece un tryout per la Total Nonstop Action Wrestling, perdendo contro Douglas Williams.

## Arti marziali miste
Xavier ha cominciato a competere nelle arti marziali miste nel 2009, combattendo con il nome di John Xavier.

## Personaggio

### Mosse finali
- - 450 Degrees of Fear (450º splash)
  - Kiss Your X Goodbye (Pumphandle sitout facebuster)
  - X Breaker (Straight jacket hangman's neckbreaker)

### Manager
- - Simply Luscious
  - Allison Danger
  - Lollipop
  - Prince Nana

## Titoli e riconoscimenti
Defiant Championship Wrestling
- DCW Heavyweight Championship (1)

East Coast Wrestling Association
- ECWA Heavyweight Championship (1)
- ECWA Tag Team Championship (1 - con Low Ki)

Impact Championship Wrestling
- ICW Heavyweight Championship (3)
- ICW Tag Team Championship (1 - con Christopher Daniels)
- Impact Cup (2010) - con Christopher Daniels

Jersey All Pro Wrestling
- JAPW Light Heavyweight Championship (1)

Northeast Wrestling
- NEW Championship (1)

Ultimate Championship Wrestling
- UCW North Eastern Championship (1)

USA Xtreme Wrestling
- UXW Heavyweight Championship (1)
- UXW Tag Team Championship (1) - con Low Ki
- UXW United States Championship (1)
- UXW X-treme Championship (2)

Wrestling Superstars Unleashed
- WSU Heavyweight Championship (1)

Ring of Honor
- ROH World Championship (1)